# Гемпден, Джон
Джон Гемпден (Хемпден, Хэ́мпден; ок. 1595 — 23 июня 1643) — английский политик, один из ведущих парламентариев, активно участвовавший в попытках оспаривания права короля Англии Карла I на абсолютную власть, что стало прелюдией к Английской революции.

## Биография
Происходил из знатного и богатого рода, образование получил в Школе лорда Уильямса и Колледже Магдалины в Оксфорде. Депутатом парламента впервые стал в 1621 году и был членом последующих трёх парламентов, представляя Вендовер. 
В 1637 году он предстал перед судом за свой отказ выплачивать налог в виде так называемых «корабельных денег». Суд большинством семи голосов против пяти признал Гемпдена виновным; при этом один из судей, стоявший за право короля требовать исполнения своей воли, хотя бы она и нарушала законы, воскликнул: «я никогда не читал и не видел, чтобы lex был rex, но признано, и совершенно справедливо, что rex есть lex». Но приговор суда, по замечанию Кларендона, «принес больше пользы и славы осужденному джентльмену, нежели выгоды королю». Популярность Гемпдона возросла до небывалых размеров. 
Ближайшие советники короля были недовольны снисходительностью, с какой обращались с Гемпдоном. Не ожидая для себя ничего хорошего в Англии, Гемпдон решил эмигрировать в Америку, но корабль, на котором находился он с Оливером Кромвелем, был задержан. 
В 1640 году Гемпдон был видным депутатом Короткого парламента. В 1641 году он был избран депутатом Долгого парламента. В Долгом парламенте Гемпдон был главой пресвитериан, стремившихся согласовать республиканские воззрения в церковном устройстве с монархическими началами в политике. В оппозиции королю он соблюдал умеренность. Он стал одним из пяти человек, незаконный арест которых королём Карлом I в Палате общин Англии в 1642 году стал поводом к началу гражданской войны. Во время войны был назначен членом Комитета безопасности, но в большинстве сражений участия не принимал.
Был смертельно ранен в плечо в кавалерийской схватке при Чалгров-Филд и скончался через несколько дней.